# Carrer Major (Berga)
El carrer Major és un carrer de Berga inclòs a l'Inventari del Patrimoni Arquitectònic de Catalunya.

## Descripció
El carrer constitueix l'eix principal de la població antiga i moderna. El pas als vehicles rodats és restringit. Està orientat de sud-oest a nord-est, amb una vista elevada del castell. El trobem flanquejat per cases amb semisoterrani, planta baixa i dos o tres pisos superiors amb golfes. La majoria les podem datar entre el segle xvii i el XIX. El més característic és potser que a totes les plantes baixes hi trobem comerços. Al paviment hi trobem motius de la patum.

## Història
El 1876 es construeix la claveguera i es pavimenta el carrer. Entre 1891 i 1895 trobem diversos projectes de reurbanització. El 1895 es torna a pavimentar i encara un tercer cop el 1916 i un últim el 1976. El 1977 pateix un canvi de nom i passa de ser el carrer de la Ciutat.